# فيلا سانتا ماريا
فيلا سانتا ماريا (بالإيطالية: Villa Santa Maria)‏ هي بلدية في مقاطعة كييتي في إقليم أبروتسو الإيطالي.

## السكان
في سنة 1861 بلغ عدد السكان 3٬049 نسمة، وتطور العدد ليصل في سنة 2011 لـ 1٬433 نسمة.
يظهر هذا المخطط البياني تطور النمو السكاني لـ فيلا سانتا ماريا